# Jean-François Gillet
Jean-François Gillet (ur. 31 maja 1979 w Liège) – belgijski piłkarz występujący na pozycji bramkarza.

## Kariera klubowa
Jean-François Gillet zawodową karierę rozpoczynał w 1996 roku w Standardzie Liège. W Eerste klasse zadebiutował w sezonie 1996/1997. Łącznie dla belgijskiego zespołu Gillet rozegrał trzy ligowe pojedynki, a w 1999 roku dotarł do finału Pucharu Belgii. Po opuszczeniu Standardu bramkarz przeniósł się do włoskiego klubu AC Monza i razem z nową drużyną zajął trzynaste miejsce w tabeli Serie B.
Na początku sezonu 2000/2001 działacze Monzy sprzedali Gilleta do AS Bari. W barwach nowego zespołu 19 listopada 2000 roku podczas przegranego 0:2 meczu z US Lecce Belg zadebiutował w rozgrywkach Serie A. Łącznie rozegrał w nich 20 spotkań i spadł z Bari do drugiej ligi. W sezonie 2001/2002 Gillet wystąpił w 33 ligowych pojedynkach, a Bari w końcowej tabeli uplasowało się szóstej pozycji. Przed rozpoczęciem rozgrywek 2003/2004 piłkarz został wypożyczony do Treviso FC. W nowym klubie wywalczył sobie miejsce w pierwszym składzie i przez cały sezon rozegrał 44 mecze w Serie B.
Po zakończeniu ligowych rozgrywek Gillet powrócił do Bari. 6 lutego 2005 roku zanotował swój setny ligowy występ w jego barwach, a Bari przegrało 0:2 z Torino FC. Dwusetny mecz rozegrał natomiast 10 czerwca 2007 – w ostatnim spotkaniu sezonu 2006/2007 włoski klub przegrał 2:4 z Hellasem Verona. W sezonie 2007/2008 Bari zajęło w Serie B jedenaste miejsce i tak jak w pięciu poprzednich latach nie liczyło się w walce o awans do pierwszej ligi. Przełom nastąpił w sezonie 2008/2009, kiedy to Bari wygrało rozgrywki Serie B i po sześciu latach przerwy powróciło do Serie A. W 2015 roku został wypożyczony do KV Mechelen, a w 2016 do Standardu Liège. W 2021 zakończył karierę.

## Kariera reprezentacyjna
Gillet jest byłym reprezentantem Belgii do lat 21, z którą w 2002 roku brał udział w mistrzostwach Europy juniorów. W seniorskiej kadrze zadebiutował w wieku 30 lat, 5 września 2009 roku w przegranym 0:5 meczu eliminacji do MŚ 2010 z Hiszpanią. Obronił wówczas między innymi rzut karny wykonywany przez Davida Villę.